# Bitva u Beaver Dams
Bitva u Beaver Dams (24. června 1813) představovala relativně malé, ale enormně významné střetnutí britsko-americké války.
Americké jednotky se pokusily překvapivým útokem zaskočit a zlikvidovat hlavní britské síly na Niagarském poloostrově a obsadit tuto strategicky i hospodářsky významnou oblast. Jejich plán však přišel naprosto vniveč, když se američtí důstojníci pochlubili s tímto plánem před manželi Secordovými, u nichž byli ubytováni. Laura Secord velmi časně ráno opustila dům a podnikla neuvěřitelnou 32 km dlouhou cestu divočinou, aby nakonec zcela vyčerpaná seznámila s americkým plánem velitele britských jednotek, kapitána FitzGibbona. Ten později výslovně napsal, že vzhledem k divokosti krajiny, kterou šla, a vzhledem ke strašlivému vedru, který ten den panovalo, by nikdy nevěřil, že je takový výkon možný.
Předem varovaný FitzGibbon neváhal a nastražil se svými indiánskými spojenci na americkou jednotku past. Informace od paní Secordové se ukázaly být až na malý detail zcela přesné (Američané nepřišli 23. června, ale až o den později). Americký oddíl nic netušíc nakráčel přímo do pasti a byl zničen. Uprchlo pouze 31 Američanů, ostatní padli nebo se urychleně vzdali Britům. Původně sice hodlali bojovat déle, ale FitzGibbon je upozornil, že už teď mají Mohawkové mrtvé a raněné a bude-li prolita ještě nějaká krev, patrně je už „nebude schopný zvládat“, kterýžto argument americký velitel shledal jako dostatečný důvod k urychlené kapitulaci – koneckonců, bitva byla stejně již ztracena.